# Triantha occidentalis
Triantha occidentalis är en kärrliljeväxtart som först beskrevs av Sereno Watson, och fick sitt nu gällande namn av Reginald Ruggles Gates. Triantha occidentalis ingår i släktet Triantha och familjen kärrliljeväxter.

## Underarter
Arten delas in i följande underarter:
- T. o. brevistyla
- T. o. montana
- T. o. occidentalis

## Bildgalleri

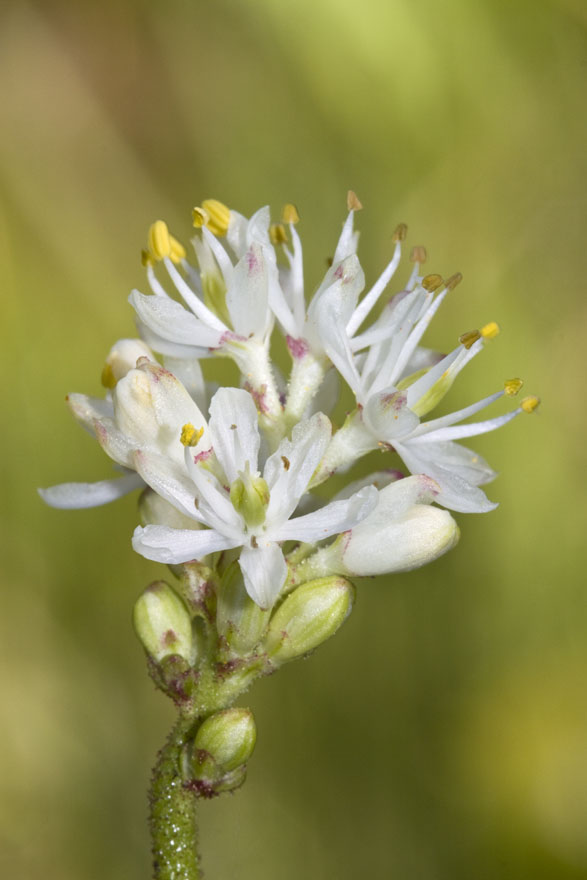
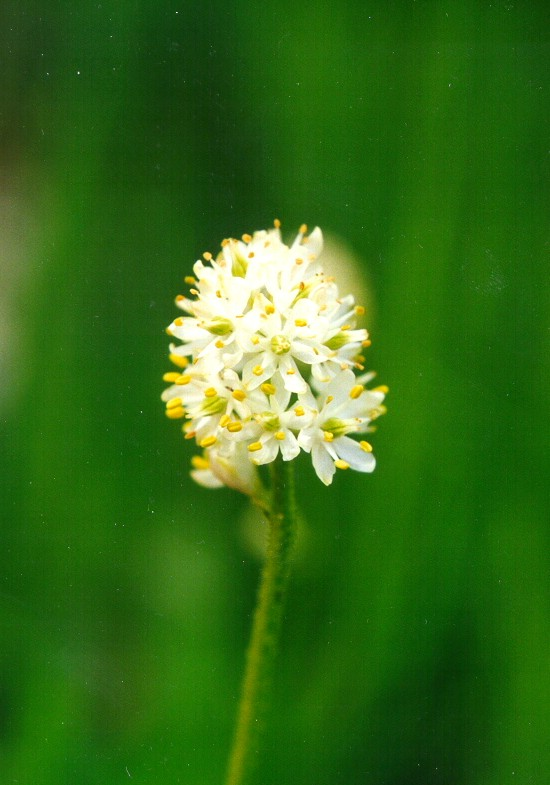